# 孫弘緒
孫弘緒（1569年—？），榜名张弘绪，字谋甫，一字懋功，號存中，浙江湖州府长兴县人，明朝政治人物。

## 生平
萬曆三十四年（1606年）丙午科浙江乡试举人，三十五年丁未科进士，工部观政，本年六月授广东海康县知县，剿倭有功，三十六年调繁庐陵县，都宪邹元标深推重之。四十一年升南京工部主事，四十四年升郎中，四十七年升雷州知府，明年养病。以清节称，祀乡贤。

## 家族
曾祖孫淮。祖父孫欽，通判。父孫似祖，县主簿。母钱氏。永感下。弟弘訓、弘詳、弘芳、弘望。